# Mariano Ricciardi
Mariano Ricciardi (Napoli, 10 luglio 1814 – Sorrento, 23 agosto 1876) è stato un arcivescovo cattolico italiano.

## Biografia
Mariano Ricciardi nacque a Napoli da Lodovico e Angela Del Giudice il 10 luglio 1814. Ordinato sacerdote, fu nominato maestro di teologia nel collegio dei teologi di Napoli e poi cappellano della chiesa di Montecalvario. Nel 1855 fu nominato arcivescovo metropolita di Reggio Calabria e consacrato a Roma dal cardinale Antonio Maria Cagiano de Azevedo. Si adoperò per l'istruzione del clero diocesano, ampliando il seminario, e arredando nuovamente la cattedrale.
La mattina del 23 settembre 1860 (sorpreso dagli uomini di Garibaldi) fuggì nel convento dei padri cappuccini dell'eremo della Consolazione: un decreto dittatoriale gli ordinò di allontanarsi dal regno. Dopo aver nominato una commissione di canonici per l'amministrazione dell'arcidiocesi, si recò nel 1863 a Roma, dove rimase fino al 1866, quando si recò a Napoli e poi a Reggio Calabria, nuovamente. Nel 1871 fu nominato arcivescovo metropolita di Sorrento, dove morì il 23 agosto 1875.

## Genealogia episcopale
La genealogia episcopale è:
- Cardinale Scipione Rebiba
- Cardinale Giulio Antonio Santori
- Cardinale Girolamo Bernerio, O.P.
- Arcivescovo Galeazzo Sanvitale
- Cardinale Ludovico Ludovisi
- Cardinale Luigi Caetani
- Cardinale Ulderico Carpegna
- Cardinale Paluzzo Paluzzi Altieri degli Albertoni
- Papa Benedetto XIII
- Papa Benedetto XIV
- Papa Clemente XIII
- Cardinale Giovanni Carlo Boschi
- Cardinale Bartolomeo Pacca
- Papa Gregorio XVI
- Cardinale Antonio Maria Cagiano de Azevedo
- Arcivescovo Mariano Ricciardi